# Капитан 4-го ранга
Капитан 4-го ранга — воинское звание на русском флоте в начале XVIII века.
Воинское звание капитан 4-го ранга существовало в период 1713—1717 годов. Было введено Петром I предположительно для командиров малых кораблей, главным образом гребных. В дальнейшем его предполагалось присваивать командирам кораблей 4-го ранга, но петровским Морским уставом 1720 года (который и вводил данный ранг кораблей) оно уже не предусматривалось.
По статусу звание капитана 4-го ранга было выше капитан-лейтенанта и ниже капитана 3-го ранга.
Переаттестация офицеров этого звания шла в период 1717—1719 годов, большинство из них были произведены в капитаны 3-го ранга, но некоторые сразу производились в капитаны 1-го ранга.
В звании капитана 4-го ранга Витус Беринг в 1715 году совершил поход из Архангельска в Кронштадт, вокруг Скандинавии.